# Залесяки
Залесяки (пол. Zalesiaki) — село в Польщі, у гміні Дзялошин Паєнчанського повіту Лодзинського воєводства.
Населення — 444 особи (2011).
У 1975—1998 роках село належало до Серадзького воєводства.

## Демографія
Демографічна структура станом на 31 березня 2011 року:
|          | Загалом | Допрацездатний вік | Працездатний вік | Постпрацездатний вік |
| -------- | ------- | ------------------ | ---------------- | -------------------- |
| Чоловіки | 218     | 47                 | 148              | 23                   |
| Жінки    | 226     | 54                 | 122              | 50                   |
| Разом    | 444     | 101                | 270              | 73                   |